# Красный Восток (деревня, Аургазинский район)
Красный Восток (баш. Красный Восток) — деревня в Меселинском сельсовете Аургазинского района Республики Башкортостан.
С 2005 современный статус.

## История
Название происходит от колхоза «Красный Восток».
Статус деревня, сельского населённого пункта, посёлок получил согласно Закону Республики Башкортостан от 20 июля 2005 года N 211-з «О внесении изменений в административно-территориальное устройство Республики Башкортостан в связи с образованием, объединением, упразднением и изменением статуса населенных пунктов, переносом административных центров», ст.1:

6. Изменить статус следующих населенных пунктов, установив тип поселения — деревня:

5) в Аургазинском районе:…

ч) поселка Красный Восток Меселинского сельсовета

## Население
| 2002 | 2009 | 2010 |
| ---- | ---- | ---- |
| 57   | ↘38  | ↗43  |

Национальный состав
Согласно переписи 2002 года, преобладающая национальность — чуваши (100 %).

## Географическое положение
Расстояние до:
- районного центра (Толбазы): 25 км,
- центра сельсовета (Месели): 4 км,
- ближайшей железнодорожной станции (Стерлитамак): 34 км.